# 連帯党 (グリーンランド)
連帯党（れんたいとう、グリーンランド語: Atassut）は、グリーンランドの政党。
グリーンランドは世界最大の島でありながら、総人口は僅か5万6000人程度で、海上警備や高度医療などを保護国であるデンマークに依存しており、グリーンランド独立は住民を危険に晒すとして断固反対し、フェロー諸島を含むデンマーク王国の一員であり続けるべきであるとしている。